# Dauphin (héraldique)
Pour les articles homonymes, voir Dauphin (homonymie).

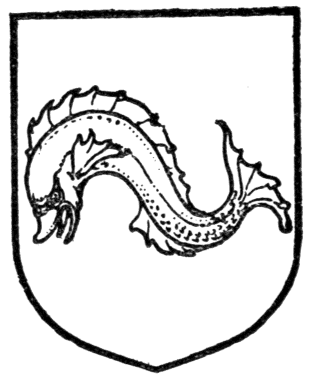
Dauphin naiant

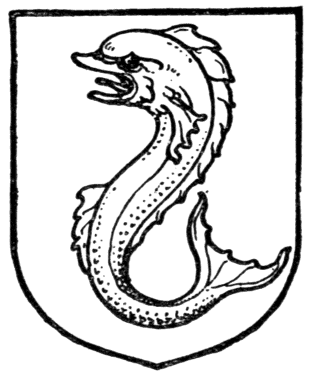
Dauphin hauriant

En héraldique, le dauphin est une créature ornementale ayant la forme d'un grand poisson, qui ne ressemble guère au véritable dauphin naturel, un mammifère marin.
Le dauphin figure comme charge dans les premières représentations héraldiques, souvent avec un dos arqué et des nageoires semblables à celles d'un poisson. Son attitude est généralement représentée comme naiant (ancien français, participe présent nageant), c'est-à-dire horizontalement comme s'il nageait dans l'eau, ou hauriant, c'est-à-dire à la verticale. Le terme embowé est souvent utilisé, c'est-à-dire avec la queue recourbée vers la tête .
Le dauphin est un symbole des Dauphins de France. Des représentations héraldiques de dauphins figurent également dans les armoiries de nombreuses familles britanniques et dans celles d'organisations maritimes .

## Blasons
Un dauphin gueule béante (et souvent aussi œil fermé) est dit pâmé.

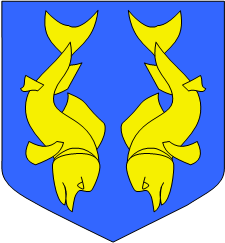
D'azur, à deux dauphins d'or, adossés, renversés et nageants en pal, qui est de Dobrogée.
De gueules au dauphin d’or, qui est du Forez.
D’or au dauphin d’azur crêté, barbé, lorré, peautré et oreillé de gueules (ancien Dauphiné de Viennois).
D'or au dauphin pâmé d'azur (dauphin d'Auvergne).